# 3. oklepni konjeniški polk (ZDA)
Za druge 3. polke glej 3. polk.
3. oklepni konjeniški polk je oklepni konjeniški polk Kopenske vojske ZDA, ki je trenutno nastanjen v Fort Hoodu v Teksasu.
Polk je bil ustanovljen 19. maja 1846 kot del regularne vojske pod imenom Regiment of Mounted Riflemen v Jefferson Barracks. Enota je bila reorganizirana ob pričetku ameriške državljanske vojne 3. avgusta 1861, pri čemer je bila tudi preimenovana v 3. konjeniški polk.
Polk je sodeloval v naslednjih večjih konfliktih: indijanske vojne, ameriško-mehiška vojna, ameriška državljanska vojna, špansko-ameriška vojna, filipinska vstaja, prva svetovna vojna, druga svetovna vojna, zalivska vojna, SFOR in iraška vojna.
Danes je 3. oklepni konjeniški polk edini preostali aktivni težkokonjeniški polk KOV ZDA.

## Odlikovanja
- Predsedniška omemba enote
- Croix de Guerre